# Jakob Lewald
Jakob Lewald (* 26. Februar 1999 in Bremen) ist ein deutscher Fußballspieler, der aktuell beim SV Wehen Wiesbaden unter Vertrag steht.

## Karriere
Nach seinen Anfängen in der Jugend des SC Weyhe wechselte Lewald im Sommer 2007 in die Jugendabteilung von Werder Bremen. Nachdem er alle Jugendmannschaften seines Vereins durchlaufen und zu 34 Einsätzen in der B-Junioren-Bundesliga und 50 Einsätzen in der A-Junioren-Bundesliga gekommen war, bei denen ihm insgesamt drei Tore gelangen, wechselte er im Sommer 2018 in die Regionalliga Nord zum BSV Rehden. Für seinen Verein kam er in zwei Spielzeiten auf insgesamt 48 Einsätze, bei denen ihm 5 Tore gelangen.
Im Sommer 2020 wechselte Lewald in die Regionalliga Nordost zum FC Viktoria 1889 Berlin. In der Spielzeit 2020/21 wurde er mit der Viktoria Meister in der Regionalliga Nordost und stieg mit dem Verein in die 3. Liga auf. Dort kam er auch zu seinem ersten Einsatz im Profibereich, als er am 25. Juli 2021, dem 1. Spieltag, beim 2:1-Heimsieg gegen FC Viktoria Köln in der Startformation stand.
Im August 2022 wechselte Lewald zum Drittligisten Dynamo Dresden.
Zum 1. Juli 2024 wechselte er zu Ligakonkurrent SV Sandhausen und wurde dort Mannschaftskapitän. Nach dem Abstieg aus der 3. Liga war Lewald zunächst vereinslos und schloss sich dann kurz nach Saisonstart dem SV Wehen Wiesbaden an.

## Erfolge
- Regionalliga Nordost-Meister und Aufstieg in Liga 3: 2020/21